# 新傳媒8頻道
新傳媒8頻道（英語：MediaCorp Channel 8），舊稱「第八波道」，是新傳媒私人有限公司旗下電視部擁有的一個華語綜合娛樂頻道，亦是新加坡以華語廣播為主的首個電視頻道。

## 歷史
1963年11月23日，新加坡電視第八波道啟播，播放華語及泰米爾語節目；1974年8月1日轉作彩色廣播。第八波道開播初期，華語節目以紀錄片、地方戲、相聲和新聞為主；直到1980年2月1日，新加坡廣播電視台改組成新加坡廣播局（新廣），第八波道節目才走向多元化。1995年9月1日，第八波道轉型為全華語電視頻道。

### 名稱沿革

1994年5月27日之前的标志

- ·  1963年11月23日至1965年8月8日：新加坡電視台第八波道
- ·  1965年8月9日至1980年1月31日：新加坡广播电视第八波道
- ·  1980年2月1日至1994年9月30日：新广第八波道
- ·  1994年10月1日至2001年2月11日：新视第八波道
- ·  2001年2月12日至2004年12月31日：新传媒电视第八波道
- ·  2005年1月1日至2007年12月31日：新传媒电视8频道
- ·  2008年1月1日至今：新传媒8频道

### 海外收視
2011年11月19日，新傳媒8國際频道（MediaCorp Channel 8i）啟播，開始向海外地區提供電視節目落地服務，前身为1995年开播的TCS-i，但该频道已于2016年12月1日停播。

### 高清收視
2013年12月16日，新傳媒高畫質8頻道（MediaCorp Channel 8 HD）開播，聯播SD版本的新傳媒8頻道（SD版本已於2019年1月2日停播）。

### 隨選頻道
2011年12月28日，星和视界和新傳媒合作的「新傳媒8頻道隨選」（MediaCorp 8 On-Demand）開播，但此頻道已於2014年1月9日停播。

### 華語電視劇

2023年1月31日之前的标志

自1964年開始，第八波道已一直製作中文電視劇，然而只局限於話劇化的短劇及趣劇；而劇集則多數從外地購入，亦因為當時新加坡的語文政策並未出現，所以從香港及台灣購入的劇集皆以其原語言（華語、粵語及閩南語）發聲，當時這些外購劇集深受觀眾歡迎。
1979年，長期以英語作為個人母語的時任新加坡總理李光耀發起了「講華語運動」（新加坡推廣華語理事會），從此新加坡的電子媒體一律禁止未經許可的漢語方言廣播，外購劇更須要作華語配音，大大增加購劇成本。加上新加坡自1970年代後期起經濟迅速增長，提高了人民的生活質素及本土意識，自製電視劇集的需求大增。
有了以上的背景，新廣於1981年開始嘗試自行製作電視單元劇；1982年7月25日，新廣自製電視電影《實里達大劫案》播映，引起一時轟動 — 新傳媒定了這日為她們自製劇集誕生的日子，也同時開始了新加坡自製華語電視劇的歷史。
《實里達大劫案》後，另一套經典劇集《新兵小傳》推出；新廣於1983年成立華文戲劇處，並吸納了梁立人等多位香港電視劇創作人（大部分因麗的電視易手而離開香港），令劇集產量有所提升。

## 節目
目前除了各节新闻以外，部分节目皆提供简体中文字幕或英文字幕服务选择，观众可根据自己需求通过数码接收设备（DVB-T2 subtitle setting）调整字幕选择（各节新闻仅提供简体中文字幕）。

### 新聞
- 《晨光第一线》（至2025年7月18日）（Morning Express）
- 《一点新闻》（News 8 at 1）
- 《狮城有约》 （Hello Singapore）
- 《狮城六点半》（Singapore Today）
- 《晚间新闻》（News Tonight）

### 時事
- 《星期二特写》
- 《焦点》
- 《前线追踪》
- 《繩之以法》

### 劇集
- 《經典劇場》
- 《8頻道迷你劇場》（情景劇）
- 《8頻道原創劇場》（自製劇集）
- 《華語11劇場》（外購劇集）
- 《臺語7點黃金劇場》（中文配音）

### 綜藝
- 缤纷万千在昇菘（The Sheng Siong Show）

### 綜藝特備
- 紅星大獎

### 旅遊
- Go Go 台灣（外購節目（臺灣民視），原名《Go Go Taiwan》，2021年6月15日起播出）

### 节目时段
- 严选八点（星期一至五晚上八点，主要播自制综艺节目）
- OKTO就在8频道 （儿童节目时段，前身为乐乐窝）

## 外部連結
- 新傳媒8頻道
- 8視界 （页面存档备份，存于）
- YouTube上的新傳媒8頻道頻道
- 新传媒8频道Facebook专页
- 新傳媒8頻道的X（前Twitter）
- 新傳媒8頻道的Instagram帳戶
- 新傳媒8頻道的新浪微博

（页面存档备份，存于）
- 海外版台劇八點檔 （页面存档备份，存于）